# Herb powiatu kępińskiego
Herb powiatu kępińskiego – jeden z symboli powiatu kępińskiego, autorstwa Jerzego Bąka, ustanowiony 31 sierpnia 2000.

## Wygląd i symbolika
Herb przedstawia na tarczy  dwudzielnej w pas w polu górnym czerwonym pół orła srebrnego ze złotym dziobem i takąż przepaską przez skrzydła (symbol województwa wielkopolskiego), a w polu dolnym błękitnym łabędź srebrny wokół którego siedem gwiazd złotych (nawiązanie do herbu Kępna oraz gmin powiatu).